# Austrozaur
Austrozaur (Austrosaurus mckillopi) jaszczur południowy – czworonożny, roślinożerny zauropod z grupy tytanozaurów (Titanosauria).
Żył w okresie kredy (ok. 110-95 mln lat temu) na terenach Australii. Długość ciała ok. 15 m, masa ok. 20 t. Jego szczątki znaleziono w Australii (w stanie Queensland).